# Coucal de Bernstein
Centropus bernsteini
Espèce
Statut de conservation UICN

 LC  : Préoccupation mineure
Le Coucal de Bernstein (Centropus bernsteini Schlegel, 1866) est une espèce d'oiseau appartenant à la famille des Cuculidae.
Le nom de l'espèce commémore Heinrich Agathon Bernstein (1828-1865).